# Lindera wardii
Lindera wardii är en lagerväxtart som beskrevs av C. K. Allen. Lindera wardii ingår i släktet Lindera och familjen lagerväxter. Inga underarter finns listade i Catalogue of Life.